# Maria Ewel
Maria Ewel (* 30. Oktober 1915 in Königsberg; † 27. Januar 1988 in Bremen) war eine deutsche Bildhauerin.

## Biografie
Ewel war die jüngste von vier Töchtern des Königsberger Malers und Kunstprofessors Otto Ewel. Mit bereits 13 Jahren studierte sie Kunst – anfangs in Abendkursen – an der Kunstakademie Königsberg und ab 1936 an der Kunstgewerbeschule Dresden. 1939 wurde sie zum Kriegsdienst verpflichtet.
Ab 1946 setzte sie ihre Ausbildung an der  Kunstschule Bremen bei Herbert Kubica fort. Von 1948 bis 1956 war sie mit der Restaurierung von Fassaden für die Denkmalpflege beschäftigt, unter anderem für die Sparkasse Bremen. Seit 1956 wirkte sie als freischaffende Bildhauerin. Obwohl sie 1959 an Polyarthritis erkrankte, arbeitete sie weiter. Von 1960 bis 1985 war sie in verschiedenen Einzel- und Gruppenausstellungen vertreten. Viele ihrer Plastiken wurden in Bronze gegossen. Ausstellungen mit ihren Werken gab es in Pforzheim (1974), Ellingen (1983) und Bremen (1985).

## Werke

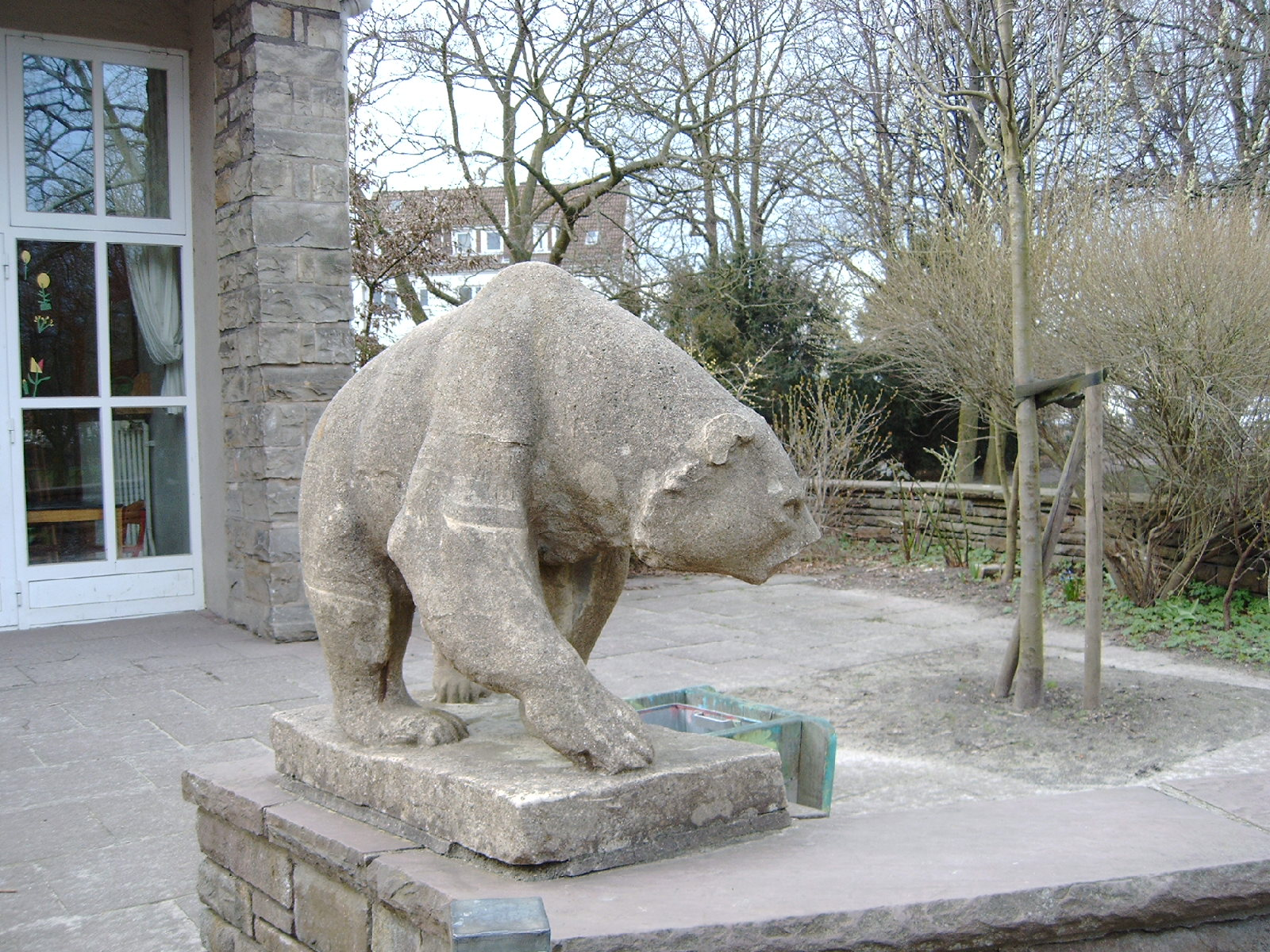
Der Bär (1950), Kindertagesheim am Waller Park

Ihr Stil war klassisch, zeitlos und modern. Sie reduzierte ihre realistischen, bewegten Figuren auf das Wesentliche. In Bremen sind mehrere Plastiken öffentlich aufgestellt:
- Der Bär (1950), Kindertagesheim am Waller Park
- Junger Löwe (1951), Schulzentrums Habenhausen in Obervieland
- Großer Tiger (1955), Grünanlagen am Hohentorsplatz in der Alten Neustadt
- Das aufbäumende Pferd am Hohentorsplatz
- Panther (1958), Grundschule in Borgfeld
- Fliegender Schwan auf dem Friedhof Hastedt
- Mädchen mit Reifen (1967), vor der Bürgermeister-Smidt-Schule an der Contrescarpe (Mitte)
- 3 Pinguine (1968), Sonderschule Friedehorst in Burglesum
- Walfisch (1970), im Freibad in Blumenthal
- Labyrinth (1971), Sonderschule an der Färberstraße in Vegesack.[2][3]

In Ludwigshafen am Rhein steht seit 1957 Der große Tiger auf dem Alwin-Mittasch-Platz und in Rastede eine Tiergruppe (1982) im Postamt.

## Ehrungen
- Kulturpreis der Landsmannschaft Ostpreußen (1985)